# MGM Grand Detroit
 (octobre 2015).

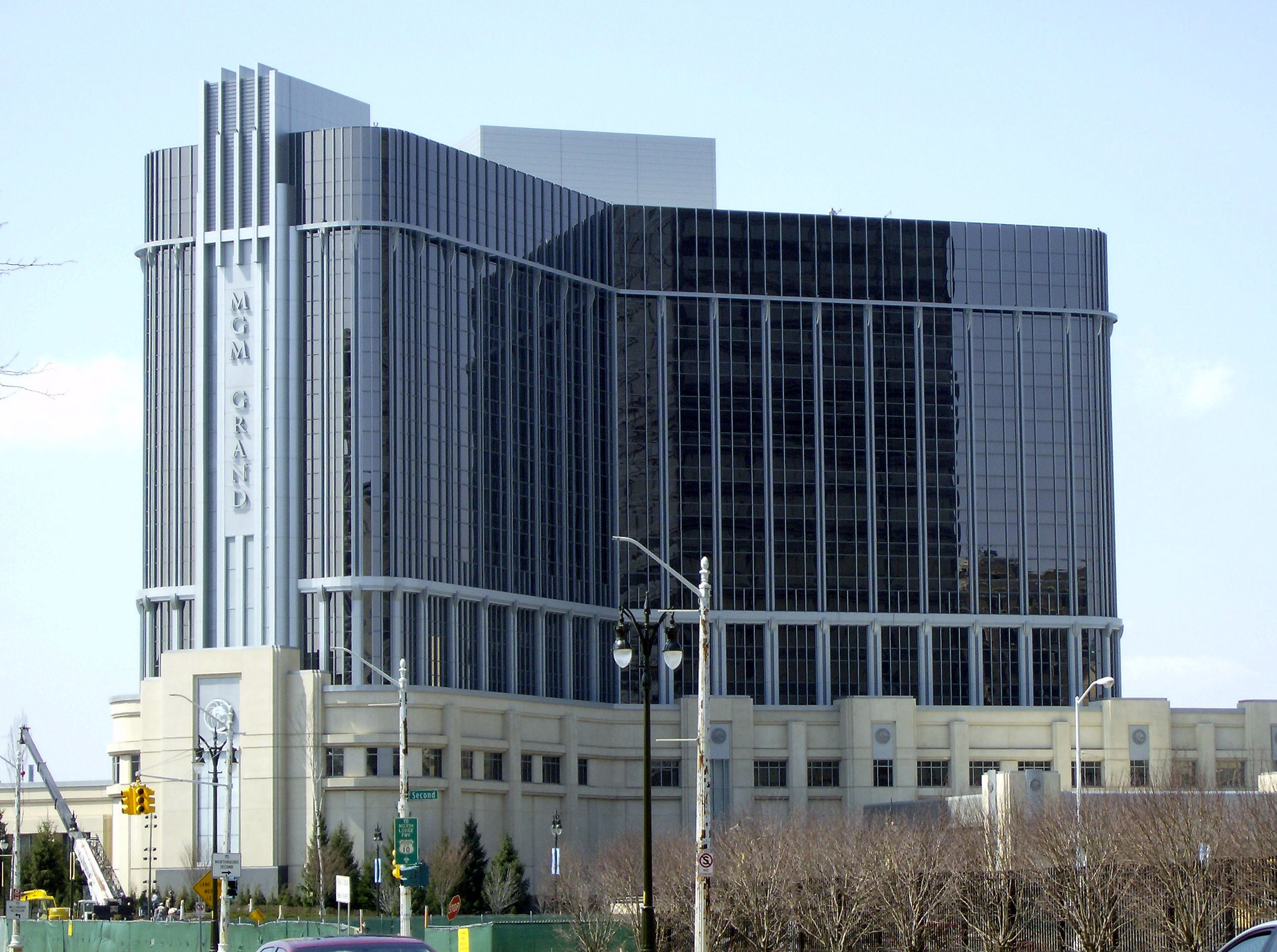
MGM Grand Détroit

Le casino MGM Grand Detroit Casino Resort à Détroit, Michigan, est un des 4 casinos de la région de Détroit. L'hôtel a ouvert ses portes le 3 octobre 2007 lors d'un grand spectacle réunissant des modèles et des célébrités telles qu'Ashanti et Kid Rock, les modèles masculins Cameron Gonzalez, Alex Martinez, Tiffany Braco, des personnes importantes de Détroit, le tout agrémenté de feux d'artifice. Il s'agit du premier casino luxueux doté d'un hôtel situé hors de Las Vegas ou d'Atlantic City et le premier situé au centre-ville de  Détroit. Cette ville et sa région est la première importante ville américaine à offrir un casino-hôtel,.

## Historique
En novembre 1996, les élus du Michigan ont approuvé la proposition E qui autorisait la construction de trois casinos dans la ville de Détroit. Un groupe d'hommes d'affaires de Détroit fut sélectionné pour construire le premier casino. Le MGM Grand Detroit ouvrit officiellement ses portes le 29 juillet 1999. En 2005, le MGM Grand Detroit fut l'objet de rumeur de vente lorsque les propriétaires de ce dernier annoncèrent leur intention d'acheter leur rival, le Motorcity Casino.